# Max Euwe
Machgielis (Max) Euwe (Watergraafsmeer, Nizozemska, 20. svibnja 1901. – Amsterdam 26. studenog 1981.), nizozemski matematičar, velemajstor, peti svjetski šahovski prvak i treći predsjednik FIDE.

## Životopis
Rođen je u Watergraafsmeeru, blizu Amsterdama. Diplomirao je na sveučilištu u Amsterdamu, gdje je stekao i doktorat iz matematike. Bio je gimnazijski profesor u Rotterdamu, a kasnije je upravljao računalnim IBM-centrom u Amsterdamu. Primjenjivao je svoje znanje matematike na problem beskonačne partije šaha koristeći Thue-Morseovu sekvencu.
Pobijedio je na svim nizozemskim prvenstvima na kojima je sudjelovao od 1921. do 1952., a osvojio je titulu i 1955. Jedini ostali pobjednici u ovom periodu bili su Salo Landau (1936.) i Jan Hein Donner (1954.). Ukupno je pobijedio rekordnih 12 puta. Postao je amaterski šahovski prvak 1928. 15. prosinca 1935., poslije 30 partija koje je igrao u 13 različitih gradova tijekom 80 dana, pobijedio je vladajućeg svjetskog prvaka Aleksandra Aljehina. Ova titula bila je veliki poticaj za razvitak šaha u Nizozemskoj.
Titulu je izgubio od Aljehina 1937. Poslije Aljehinove smrti 1946. smatralo se da Euwe ima moralno pravo biti svjetski prvak, ali je on galantno pristao sudjelovati na turniru s pet učesnika koji će dati novog svjetskog prvaka, održanom 1948., na kojem je zauzeo posljednje mjesto. Njegov posljednji veliki turnir bio je u Zürichu 1953.
Iako je bio više od 40 godina stariji od Bobbyja Fischera, imao je snage i istrajnosti izvući neriješen rezultat protiv njega (1:1).
Od 1970. (kad je imao 69 godina) do 1978. godine bio je predsjednik FIDE i odigrao je važnu ulogu u organiziranju čuvenog meča između Borisa Spaskog i Fischera u Reykjavíku 1972. godine.
Napisao je mnogo knjiga o šahu, od kojih su najpoznatije Rasuđivanje i planiranje i niz knjiga o otvaranjima.
U Amsterdamu jedan trg nosi njegovo ime (Max Euwe Plein), gdje se nalazi Max Euwe Stichting (Zadužbina Maxa Euwea), smještena u jednom starom zatvoru. Tu se nalazi muzej Maxa Euwea i velika zbirka šahovskih knjiga.
Njegova unuka, Esmee Lammers, napisala je dječju knjigu pod naslovom Lang Leve de Koningin (Neka živi kraljica), koja je vrlo popularna među mladima.

## Citati
- "Strategija zahtijeva razmišljanje; taktika zahtijeva promatranje." – Max Euwe
- "Da li publika, čak i naši prijatelji kritičari, shvataju da Euwe bukvalno nikad nije napravio nepouzdanu kombinaciju? On je mogao, naravno, povremeno propustiti da sagleda protivnikovu kombinaciju, ali kad je imao inicijativu u taktičkoj operaciji, njegovi proračuni bili su nepogrešivi." – Aleksandar Aljehin
- "Ako se Richard Réti zanimao samo za izuzetke od pozicijskih pravila, onda je Euwe vjerojatno malo više vjerovao u njihovu nepromjenjivost." – Aleksandar Aljehin
- "On je oličenje logike, genija reda i poretka. Teško bi se mogao nazvati napadačem, iako je sigurno koračao kroz izuzetno kompleksne varijacije." – Hans Kmoch
- "Euwe je slobodno disao jedino kad je bio zagušen poslom." – Hans Kmoch
- "Euwe koji se odmara nije bio Euwe. Njegov moto je rad, rad i samo rad. Rad je njegova zabava, njegova snaga i sudbina." – Hans Kmoch
- "Nešto nije u redu s tim čovjekom. On je tako normalan." – Bobby Fischer

## Izdvojene partije
- Euwe – Bogoljubov, Budimpešta, 1921, Francuska obrana, MacCutcheonova varijanta, Laskerova varijacija (C12) – pobjedama poput ove 20-godišnji Euwe povećavao je svoju snagu i iskustvo.
- Euwe – Maróczy, meč u Bad Ausseeu, 1921, 4. partija, Odbijeni kraljev gambit, Klasična varijacija, Opća (C30) – vrhunac velikog Maróczyja već je bio malo prošao.
- Tarrasch – Euwe, Amsterdam, 1923, Kraljeva indijska obrana, Normalna varijacija (E90) – u bitci dvojice velikih amaterskih šahista Euwe nagovještava ono što će u kasnijim godinama doći s Kraljevom indijskom obranom.
- G. A. Thomas – Euwe, Karlovy Vary, 1923, Englesko otvaranje, Simetrično. Anti-Benoni varijacija (A31) – u veoma oštroj taktičkoj partiji Euwe demonstrira stil koji će postati popularan u nadolazećim godinama.
- Marshall – Euwe, Bad Kissingen, 1928, Torreov napad, Fianchetto odbrana, Euweova varijacija (A48) – Euwe ponovo igra Kraljevu indijsku obranu kako bi se obračunao s legendarnim napadačem Marshallom.
- Euwe – Aljehin, Zürich, 1934, Odbijeni damin gambit. Janowskijeva varijacija (D31) – bijeli primjenjuje divnu taktiku 31. potezom.
- Botvinnik – Euwe, Hastings, 1934-35, Caro-Kann odbrana, Panov-Botvinikov napad, Moderna obrana, Linija Karlovy Vary (B13) – mladi Botvinik igrao je svoj prvi turnir na Zapadu, i to omiljenu varijantu, ali bez uspjeha.
- Aljehin – Euwe, Amsterdam, 1936, Igra četiri skakača, Španjolska. Simetrična varijacija (C49) – Euwe izlazi kao pobjednik nakon teške borbe u završnici.
- Euwe – Aljehin, meč za titulu svjetskog prvaka, 26. partija, Zandvoort, 1935, Nizozemska obrana, Nimzo-nizozemska. Aljehinova varijacija (A90) – nazvana je "biserom Zandvoorta"; odlučujuća pobjeda u meču i istovremeno lijepa demonstracija snage slobodnih pješaka (slobodnjaka).
- Keres – Euwe, Zandvoort, 1936, Francuska obrana, Varijacija s napredovanjem pješaka. Nimzowitschev sistem (C02) – borba oko uznapredovalog bijelog e5-pješaka pretvara se u napad na bijelog kralja.
- Euwe – Aljehin, meč za titulu svjetskog prvaka (revanš), 17. partija, 1937, Slavenska obrana, Češka varijacija, Klasični sistem, Glavna linija (D19) – izvanredna preciznost tada aktualnog prvaka.
- Euwe – Aljehin, meč za titulu svjetskog prvaka (revanš), 29. partija, 1937, Odbijeni damin gambit, Polu-Tarrascheva odbrana, Pillsburyjeva varijacija (D40) – Aljehin je ovu partiju nazvao najboljom Euweovom u cijelom meču.
- Geller – Euwe, Zürich (kandidatski turnir) 1953, Nimzo-indijska obrana, Sämischeva varijanta, O'Kellyjeva varijacija (E26) – Geller pokušava razbiti Euwea na ploči, ali Euwe žrtvuje topa za smrtonosni kontranapad.
- Euwe – Fischer, New York, 1957, Odbijeni damin gambit, Varijanta s izmjenom, Pozicijska varijacija (D35) – bivši prvak uči budućeg prvaka kako napadati u veoma dosjetljivoj kratkoj partiji.

## Vanjske poveznice
- 1.344 partija Maxa Euwea na chessgames.com
- Životopis Maxa Euwea
- Eveove partije na muljadi.org  Arhivirana inačica izvorne stranice od 5. rujna 2008. (Wayback Machine)
- 25 ključnih pozicija iz partija Maxa Euwea
- Sjećanje na Maxa Euwea (PDF). Osobna sjećanja velemajstora Sosonka na 100-godišnjicu Euweovog rođenja

| Prethodnik Aleksandar Aljehin | Svjetski šahovski prvak 1935. – 1937. | Nasljednik Aleksandar Aljehin |